# Mike Johnson (político)
James Michael Johnson (Shreveport, Luisiana, Estados Unidos; 30 de enero de 1972) es un abogado, político y ex locutor de radio estadounidense. Es el 56° presidente de la Cámara de Representantes de Estados Unidos desde el 25 de octubre de 2023 y se desempeña como representante de los Estados Unidos por el 4.º distrito congresional de Luisiana. Elegido por primera vez en 2016, es el vicepresidente de la Conferencia Republicana de la Cámara. Previamente, presidió el Comité de Estudio Republicano de la Cámara, el mayor grupo de conservadores en el Congreso, y una coalición de miembros social y fiscalmente conservadores de la Conferencia Republicana de la Cámara.
Entre 2015 y 2017, se desempeñó como representante en la Cámara de Representantes de Luisiana por el 8.º distrito en la parroquia de Bossier.

## Biografía

### Primeros años y educación
Nació en Shreveport, el mayor de los cuatro hijos de Jeanne Johnson y James Patrick Johnson, un bombero que fundó la organización sin fines de lucro Percy R. Johnson Burn Foundation, que lleva el nombre de su socio Percy R. Johnson. Tiene dos hermanos, Chris y Josh, y una hermana, Laura.
En la escuela secundaria, era miembro de Louisiana Boys State. Se graduó de la escuela secundaria Captain Shreve, en Shreveport. Recibió una licenciatura en Administración de Empresas en la Universidad Estatal de Luisiana, en Baton Rouge. Tiene un Doctorado en Jurisprudencia del Centro de Derecho de la Universidad Estatal de Luisiana.

### Carrera jurídica
Antes de su elección al Congreso, era socio de la firma de abogados Kitchens y abogado sénior y portavoz de los medios nacionales del Alliance Defense Fund, ahora conocido como Alliance Defending Freedom.
También fue asesor principal de la firma de abogados sin fines de lucro Freedom Guard.

### Cámara de Representantes de Estados Unidos

#### Elecciones
- 2016: anunció su candidatura para el escaño del 4.º distrito congresional de Luisiana, que ocupó durante ocho años John Fleming, quien se postulaba para el Senado de los Estados Unidos.[8][9][10][11]
- 2018: ganó su segundo mandato en la Cámara con 139 307 votos (64 %). El demócrata Ryan Trundle se quedó atrás con 72 923 (34 %).[12]
- 2020: ganó su tercer mandato con 185 265 votos (60 %) frente a los 78 157 del candidato demócrata Kenny Houston (25 %).[13]

#### Mandato
Asumió el cargo el 3 de enero de 2017. Es vicepresidente de la Conferencia Republicana, miembro del Comité Judicial, el Comité de Servicios Armados y miembro y expresidente del Comité de Estudio Republicano.
Johnson votó a favor de la Ley de Atención Médica Estadounidense de 2017.
En diciembre de 2017, votó a favor de la Ley de Empleos y Reducción de Impuestos. Después de votar a favor de la ley, calificó a la economía como "atrofiada" y como una "carga" para los estadounidenses, y agregó: "la importancia de este momento no se puede subestimar. Con la primera reforma fiscal integral en 31 años, fortaleceremos drásticamente la economía de Estados Unidos y restauraremos la movilidad económica y las oportunidades para las personas y familias trabajadoras en todo el país".
El 19 de mayo de 2021, él y los otros siete líderes republicanos de la Cámara en el 117.º Congreso votaron en contra de establecer una comisión nacional para investigar el asalto al Capitolio de los Estados Unidos el 6 de enero de 2021. Treinta y cinco miembros republicanos de la Cámara y los 217 demócratas presentes votaron para establecer dicha comisión.

### Vida personal
Está casado con Kelly Lary, una consejera pastoral licenciada, profesora sobre temas relacionados con la familia y exmaestra. Tienen cinco hijos. Residió anteriormente en Shreveport, Baton Rouge, y en Allen, condado de Collin, Texas.